# Colorado (アルバム)
『Colorado』（コロラド）は、1999年11月3日に徳間ジャパンコミュニケーションズから発売されたTinaの1枚目のオリジナル・アルバムである。

## 概要
- オリコン1位を獲得した1stアルバム。自身として最大のセールスを誇る作品である。
- 収録されたシングル2枚は両方アルバムバージョンで収録された（I'll be thereは、最初と最後にSAXの演奏が追加されているバージョンである）。

## 収録曲
1. I'll be there（Album Version）
作詞：Tina・及川眠子、作曲：長部正和、編曲：西平彰
2. I can't take it
作詞：Tina、作曲：菅原サトル、編曲：西平彰
3. As a Singer〜PRELUDE op.28-4〜
作詞：Tina、作曲：西平彰・Tina、編曲：西平彰
4. Magic（Album Version）
作詞：Tina、作曲：菅原サトル、編曲：西平彰
5. flower
作詞：Tina、作曲：長部正和、編曲：西平彰
6. Feeling out!
作詞：Tina、作曲：菅原サトル、編曲：西平彰
7. Stay for me〜忘れてあげない〜
作詞：Tina・及川眠子、作曲：長部正和、編曲：西平彰
8. Still
作詞：Tina、作曲：菅原サトル、編曲：西平彰
9. L'Adieu
作詞：Tina・高柳恋、作曲：Frederic Chopin、編曲：西平彰
フレデリック・ショパン作曲の「別れの曲」に日本語の歌詞をつけてカバーした楽曲
10. Spend The Time
作詞：Tina、作曲・編曲：堀口馨
11. There Must Be An Angel（ボーナストラックのため、収録されていないディスクもあり）
作詞・作曲：Annie Lennox・David Allan Stewart